# 大桥河 (柳江)
大桥河，位于中国广西壮族自治区北部，是柳江右岸支流，发源于柳江县里高镇拉洪村，东北流经三都镇，在成团镇里眷村西转东流，过柳江县城拉堡镇南进入柳州市，最后在柳州市南郊鱼峰区五里亭街道塘背村（原属于羊角山镇）以东汇入柳江。干流长50千米，平均比降3.48‰，流域面积744平方千米。